# Pucheni (gmina)
Pucheni – gmina w południowej Rumunii, administracyjnie należąca do okręgu Dymbowica.
W skład gminy wchodzi 5 miejscowości: Brădățel, Meișoare, Pucheni, Valea Largă i Vârfureni. Według stanu na rok 2011 liczyła 1861 mieszkańców, zaś w roku 2021 jej liczebność wynosiła 1558 mieszkańców.